# Noah Hobbs
Alfred Bruce Noah Hobbs (Barnstaple, 23 de julio de 2004) es un deportista bitánico que compite en ciclismo en las modalidades de pista y ruta. Ganó una medalla de plata en el Campeonato Europeo de Ciclismo en Pista de 2025, en la prueba de persecución por equipos.

## Medallero internacional
| Campeonato Europeo | Campeonato Europeo       | Campeonato Europeo | Campeonato Europeo      |
| Año                | Lugar                    | Medalla            | Competición             |
| ------------------ | ------------------------ | ------------------ | ----------------------- |
| 2025               | Heusden-Zolder (Bélgica) | Medalla de plata   | Persecución por equipos |

## Palmarés
2024
- 2 etapa del Alpes Isère Tour
- 1 etapa del Tour de Alsacia

2025
- Vuelta al Alentejo, más 2 etapas
- 3 etapas del Tour de Bretaña
- 1 etapa de la Carrera de la Paz sub-23